# Анзор Кавазашвили
Анзор Кавазашвили (груз. ანზორ ყავაზაშვილი; 19. јул 1940) бивши је совјетски фудбалер и тренер. Играо је на позицији голмана. 

## Биографија
Рођен је у Батумију. Почео је да тренира фудбал 1953. године у Батумију, а наставио у млађим категоријама Динама из Тбилисија (1956). Наступао је за Динамо Тбилиси (1957-1959), а потом за Зенит Лењинград (1960).
У периоду 1961-1968 играо је у Торпеду из Москве, затим у периоду 1969-1971 у московском Спартаку.
Ушао је у симболични „клуб Лав Јашин”, основан 1980. (као голман који је сачувао свој гол нетакнут у 100 или више утакмица). Кавазашвили има 163 такве утакмице без примљеног гола. Двапут је проглашен за најбољег голмана Совјетског Савеза (1965. и 1967). Одиграо је 274 утакмице у првенствима СССР, а 15 у европским куповима. 
Прву утакмицу за репрезентацију СССР одиграо је 27. јуна 1965. против Данске (6:0). Учесник два Светска првенства 1966. (одиграо 2 утакмице на турниру ДНРК 3:0, Чиле 2:1) и 1970. године. Био је члан репрезентације СССР-а на Европском првенству 1968. године. Последњи меч за репрезентацију одиграо је на Светском првенству 1970 у Мексику 14. јуна 1970. против Уругваја (0:1). За репрезентацију СССР-а је бранио на 29 утакмица.
Од 1972. комбинује клупско играње са тренерским радом. По завршетку спортске каријере, обављао је функције у Фудбалском савезу Руске СФСР и Државном спортском комитету Русије. Заменик председника Савеза спортиста СССР (1991), први заменик председника Комитета за физичку културу, спорт и туризам Руске Федерације (1994). Шеф Стручног савета при председнику Фудбалског савеза Русије за утврђивање намештања утакмица (2001—2003). Председник одбора директора фудбалског клуба Анжи из Махачкале (2017).
Тренутно је председник Сверуске јавне организације „Сверуска фудбалска федерација“ (ВФФ).
Од 2013. године је почасни грађанин града Батумија.
Живи у Москви. Ожењен, двоје деце.

## Успеси
Торпедо Москва
- Првенство СССР: 1965.
- Куп СССР: 1968.

Спартак Москва
- Првенство СССР: 1969.
- Куп СССР: 1971.

Индивидуални
- Најбољи голман Совјетског Савеза: 1965, 1967.
- Почасни мајстор спорта СССР-а (1967).